# BioJava
BioJava es un proyecto de código abierto dedicado a proveer herramientas Java para el procesamiento de datos biológicos. BioJava es un conjunto de bibliotecas escritas en el lenguaje de programación Java para manipular secuencias, estructuras de proteínas, conversores de archivos (file parsers), la interoperabilidad CORBA, el DAS, el acceso a AceDB, programación dinámica y rutinas estadísticas simples. BioJava es compatible con una amplia gama de datos, a partir de ADN y secuencias de proteínas a nivel de las estructuras 3D de proteínas. Las bibliotecas BioJava son útiles para la automatización de muchas tareas cotidianas y mundanas de la bioinformática como para analizar un archivo PDB , interactuando con Jmol y muchos más. Esta interfaz de programación de aplicaciones ofrece diversos programas de análisis de archivos, modelos de datos y algoritmos para facilitar el trabajo con los formatos de datos estándar y permite el desarrollo rápido de aplicaciones y análisis. Estas bibliotecas también se han utilizado en el desarrollo de diversas herramientas de análisis extendido, por ejemplo :
- MUSI : Un sistema integrado para la identificación de la especificidad múltiple de un péptido de gran tamaño o un conjunto de datos de ácidos nucleicos[4]
- JEnsembl : Una versión-aware de Java API para los sistemas de datos Ensembl[5]
- Perfiles de expresión de grupos de firmas genéticas con el método de amplificación Trinucleotide threading (TnT)[6]
- La resolución de las características estructurales de las islas genómicas : un enfoque de aprendizaje automático[7]
- Biblioteca de utilidad para la bioinformática estructural[8]

El proyecto BioJava surgió del trabajo de Thomas Down y Mateo Pocock para crear una API para simplificar el desarrollo de herramientas bioinformáticas basadas en Java. BioJava es un proyecto de código abierto activo que se ha desarrollado durante más de 12 años y con más de 60 desarrolladores. BioJava es uno de una serie de Bio *. Proyectos diseñados para reducir la duplicación de código. Los ejemplos de este tipo de proyectos que se enmarcan en Bio * aparte de BioJava son BioPython , BioPerl ,BioRuby , EMBOSS etc.
La última versión de BioJava (3.0.5) es una importante actualización de las versiones anteriores. La nueva versión de BioJava contiene varios módulos independientes. El viejo proyecto ha sido trasladado a un proyecto independiente llamado proyecto BioJava-legacy.
La versión más reciente de BioJava es 4.1.0.

## Características
BioJava proporciona módulos de software para muchas de las tareas típicas de la programación de la bioinformática. Estas incluyen:
- Acceso a los datos de nucleótidos y a la secuencia de péptido de bases de datos locales y remotas.
- La transformación de formatos de registros de base de datos / archivos.
- Análisis y manipulación de la estructura de la proteína.
- La manipulación de secuencias individuales.
- Busca secuencias similares.
- Creación y manipulación de alineamientos de secuencias.
- Interfaz de visualización en Swing y AWT

### Requerimientos
Desde la versión 3 de BioJava se requiere JDK 1.6.

### Licencia
BioJava se encuentra licenciado con LGPL v2.1
Para licenciar los archivos de BioJava, se sigue el tutorial.

## Historia y Publicaciones
En el año 2008, se publicó la nota de solicitud de BioJava. Se migró desde su repositorio CVS original al centro de GitHub en abril de 2013.
En octubre de 2012, se publicó el documento más reciente sobre BioJava. A partir de noviembre de 2012 Google Academic cuenta con más de 130 citas.

## Módulos
Durante los últimos 2 años, gran parte de la base de código original se han reescrito. BioJava 3 es una clara desviación de la serie de la versión 1. Ahora se compone de varios módulos independientes construidos usando una herramienta de automatización llamada Apache Maven. Estos módulos proporcionan herramientas del estado del arte para la comparación de la estructura de proteínas, por parejas y múltiples alineamientos de secuencias, trabajando con ADN y secuencias de proteínas, análisis de propiedades de aminoácidos, la detección de modificaciones de proteínas y predicción de las desordenadas regiones en las proteínas, así como analizadores de formatos de archivo comunes utilizando un modelo de datos biológicamente significativos. El código original ha pasado a un proyecto separado del proyecto BioJava legacy, que todavía está disponible para la compatibilidad hacia atrás.
Las siguientes secciones describen varios de los nuevos módulos y ponen de relieve algunas de las nuevas características que se incluyen en la versión más reciente de BioJava.
Estructuras proteicas: biojava-structure, biojava-alignment Optional module: biojava-structure-gui for the 3D visualisation Optional external library : JmolApplet.jar for the 3D visualisation
Alineamientos: biojava-alignment, biojava-core, biojava-phylo Required external library:       forester.jar
Genomas: biojava-genome.
Secuenciación: biojava-core,biojava-sequencing, Required external library: guava-11.0.1.jar
Árbol Filogenético: biojava-core, Required external library: forester.jar
Propiedades Físico-químicas: biojava-aa-prop, biojava-structure and biojava-core
Desorden de Proteínas: biojava-protein-disorder.
Identificación de Proteínas Modificadas: biojava-modfinder, biojava-structure
Llamadas a Web-Services: biojava-core, biojava-ws

### Módulo Principal
Este módulo ofrece clases Java para modelar secuencias de aminoácidos o nucleótidos. Las clases se han diseñado teniendo en cuenta que deben ser conocidos por los biólogos, es decir, los nombres deben tener sentido para los biólogos y al mismo tiempo también proporcionan una representación concreta de los pasos para pasar de una secuencia de genes a una secuencia de la proteína para los científicos de la computación y programadores.
Un cambio importante entre el proyecto BioJava Legacy y BioJava3 radica en la forma que ha sido diseñado el framework para aprovechar las últimas innovaciones en Java. Una secuencia se define como una interfaz genérica permitiéndole al resto de los módulos crear cualquier utilidad que opera en todas las secuencias. Clases específicas para las secuencias comunes, tales como ADN y proteínas se han definido con el fin de mejorar la usabilidad para los biólogos. El motor de traducción realmente aprovecha este trabajo al permitir que las conversiones entre las secuencias de ADN, ARN y aminoácidos. Este motor puede manejar los detalles tales como la elección de la tabla de codones, la conversión de codones de inicio de metionina, el recorte de los codones de parada, especificando el marco de lectura y la entrega de secuencias ambiguas.
Se ha prestado atención especial en el diseño del almacenamiento de las secuencias a fin de minimizar los requisitos de espacio. Patrones de diseño especiales, como el patrón Proxy que permitió a los desarrolladores crear el framework de manera tal que las secuencias se puedan almacenar en la memoria, la demanda de un servicio web como UniProt o leer desde un archivo FASTA según sea necesario. Los dos últimos enfoques ahorran memoria al no cargar datos de la secuencia hasta que se hace referencia en la solicitud. Este concepto se puede ampliar para manejar grandes bases de datos genómicas, tales como NCBI, GenBank o una base de datos propietaria.

### Módulos de Estructura de Proteínas
Los módulos de estructura de proteínas proporcionan herramientas para representar y manipular estructuras biomoleculares 3D. En particular, se centra en la comparación de la estructura de proteínas.
Los siguientes algoritmos se han aplicado y se incluyen en BioJava.
Algoritmo FATCAT para la alineación del cuerpo flexible y rígido.[17]
El algoritmo estándar Combinatoria de Extensión (CE).
Una nueva versión de la CE que puede detectar permutaciones circulares en las proteínas.
Estos algoritmos se utilizan para proporcionar al RCSB Protein Data Bank (PDB) La herramienta de comparación de proteínas, así como comparaciones sistemáticas de todas las proteínas en el PDB semanalmente.
Analizadores de formatos de archivos de PDB y mmCIF permiten la carga de datos de la estructura en un modelo de datos reutilizable. Esta característica es utilizada por el proyecto SIFTS para mapear entre las secuencias de UniProt y estructuras de PDB. Información de la RCSB PDB puede ser dinámicamente obtenida y sin la necesidad de descargar manualmente los datos. Para la visualización, se proporciona una interfaz para el visor 3D Jmol (http://www.jmol.org/) . El equipo afirma que se está trabajando para mejorar la interacción con los viewers de RCSB PDB.
A continuación se muestra un esquema del código para inicializar una ventana que mostrará y comparará dos secuencias de proteínas. Por favor, tenga en cuenta que esto es sólo un esbozo del código. Para hacer este trabajo tendrá que importar el paquete correcto en "org.biojava.bio.structure" y también añadir manejar excepciones utilizando un bloque try-catch.
```
 
String
 
name1
 
=
 
"4hhb.A"
;

 
String
 
name2
 
=
 
"4hhb.B"
;

 

 
AtomCache
 
cache
 
=
 
new
 
AtomCache
();

         

 
Structure
 
structure1
 
=
 
null
;

 
Structure
 
structure2
 
=
 
null
;

 

 
StructureAlignment
 
algorithm
  
=
 

 
StructureAlignmentFactory
.
getAlgorithm
(
FatCatRigid
.
algorithmName
);

    

 
structure1
 
=
 
cache
.
getStructure
(
name1
);

 
structure2
 
=
 
cache
.
getStructure
(
name2
);

     

 
Atom
[]
 
ca1
 
=
 
StructureTools
.
getAtomCAArray
(
structure1
);

 
Atom
[]
 
ca2
 
=
 
StructureTools
.
getAtomCAArray
(
structure2
);

 

 
FatCatParameters
 
params
 
=
 
new
 
FatCatParameters
();

 

 
AFPChain
 
afpChain
 
=
 
algorithm
.
align
(
ca1
,
ca2
,
params
);

 

 
afpChain
.
setName1
(
name1
);

 
afpChain
.
setName2
(
name2
);

 

 
StructureAlignmentDisplay
.
display
(
afpChain
,
 
ca1
,
 
ca2
);

```

El código alinea las dos secuencias de proteínas "4hhb.A" y "4hhb.B" basado en el algoritmo rígido FATCAT.

### Módulos Genoma y Secuenciación
Este módulo se centra en la creación de objetos de secuencias de genes desde el módulo principal. Esto se realiza mediante el apoyo al análisis de los siguientes formatos de archivo estándar populares generados por las aplicaciones de predicción de genes de código abierto:
- Archivos GTF generados por GeneMark[25]
- Archivos GFF2 generados por GeneID[26]
- Archivos GFF3 generados por Glimmer[27]

A continuación, los objetos de secuencias de genes se escriben como un formato GFF3 y se importan en GMOD. Estos formatos de archivo están bien definidos, pero lo que se escribe en el archivo es muy flexible.
En el siguiente código de ejemplo se toma un archivo 454scaffold, que fue utilizado por GeneMark para predecir genes, y devuelve una colección de ChromosomeSequences. Cada secuencia de cromosoma se asigna a una entrada llamada en el archivo FASTA y contendría N secuencias de genes. Las secuencias de genes pueden ser hebra +/- con cambios de marco y múltiples transcripciones.
Pasando la colección de ChromosomeSequences a GeneFeatureHelper.getProteinSequences devolvería todas las secuencias de proteínas. A continuación, puede escribir las secuencias de proteínas a un archivo FASTA.
```
LinkedHashMap
<
String
,
 
ChromosomeSequence
>
 
chromosomeSequenceList
 
=
 

    
GeneFeatureHelper
.
loadFastaAddGeneFeaturesFromGeneMarkGTF
(
new
 
File
(
"454Scaffolds.fna"
),
 
new
 
File
(
"genemark_hmm.gtf"
));

LinkedHashMap
<
String
,
 
ProteinSequence
>
 
proteinSequenceList
 
=
 
GeneFeatureHelper
.
getProteinSequences
(
chromosomeSequenceList
.
values
());

FastaWriterHelper
.
writeProteinSequence
(
new
 
File
(
"genemark_proteins.faa"
),
 
proteinSequenceList
.
values
());

```

También puede dar salida a la secuencia del gen en un archivo fasta donde las regiones codificantes estarán en mayúscula y las regiones no codificantes estarán en minúscula. 
```
LinkedHashMap
<
String
,
 
GeneSequence
>
 
geneSequenceHashMap
 
=
 
GeneFeatureHelper
.
getGeneSequences
(
chromosomeSequenceList
.
values
());

Collection
<
GeneSequence
>
 
geneSequences
 
=
 
geneSequenceHashMap
.
values
();

FastaWriterHelper
.
writeGeneSequence
(
new
 
File
(
"genemark_genes.fna"
),
 
geneSequences
,
 
true
);

```

Usted puede escribir fácilmente una vista GFF3 de un ChromosomeSequence con el siguiente código.
```
FileOutputStream
 
fo
 
=
 
new
 
FileOutputStream
(
"genemark.gff3"
);

GFF3Writer
 
gff3Writer
 
=
 
new
 
GFF3Writer
();

gff3Writer
.
write
(
fo
,
 
chromosomeSequenceList
);

fo
.
close
();

```

Para la prestación de apoyo de entrada-salida por varias variantes comunes del formato de archivo FASTQ de los secuenciadores de última generación, se proporciona un módulo de secuenciación independiente. Se llama el módulo de secuencia y está contenido en el paquete org.biojava3.sequencing.io.fastq. Para las muestras sobre el uso de este módulo por favor haga clic aquí (http://biojava.org/wiki/BioJava:CookBook3:FASTQ).
Se está trabajando para llegar a crear un conjunto completo de clases java para hacer conversiones entre diferentes formatos de archivo donde la lista de aplicaciones de predicción de genes compatibles y buscadores de genomas estarán ampliamente basadas en los requerimientos de los usuarios finales.

### Módulo de Alineamiento
Este módulo contiene varias clases y métodos que permiten a los usuarios realizar alineamientos de secuencias por parejas y por secuencias múltiples.
Pairwise alineación de secuencias
Para la alineación global óptima, BioJava implementa el algoritmo Needleman-Wunsch y para realizar alineamientos locales implementa el algoritmo Smith y Waterman. Las salidas de ambos alineamientos locales y globales están disponibles en formatos estándar.
Un ejemplo de cómo usar las bibliotecas se muestra a continuación.
```
protected
 
void
 
align
(
String
 
uniProtID_1
,
 
String
 
uniProtID_2
,
 
PairwiseSequenceAlignerType
 
alignmentType
)
 
throws
 
IOException
,
 
Exception
 
{

    
ProteinSequence
 
proteinSeq1
 
=
 
FastaReaderHelper
.
readFastaProteinSequence
((
new
 
URL
(
String
.
format

        
(
"http://www.uniprot.org/uniprot/%s.fasta"
,
 
uniProtID_1
))).
openStream
()).
get
(
uniProtID_1
);

    
ProteinSequence
 
proteinSeq2
 
=
 
FastaReaderHelper
.
readFastaProteinSequence
((
new
 
URL
(
String
.
format

        
(
"http://www.uniprot.org/uniprot/%s.fasta"
,
 
uniProtID_2
))).
openStream
()).
get
(
uniProtID_2
);

    

           
SequencePair
<
ProteinSequence
,
 
AminoAcidCompound
>
 
result
 
=
 
Alignments
.
getPairwiseAlignment
(
proteinSeq1
,
 
proteinSeq2
,

                   
alignmentType
,
 
new
 
SimpleGapPenalty
(),
 
new
 
SimpleSubstitutionMatrix
<
AminoAcidCompound
>
());

    
System
.
out
.
println
(
result
.
toString
());

}

```

Un ejemplo de llamada a la función anterior sería algo como esto:
Para un Alineamiento Global
```
align
(
"Q21691"
,
 
"Q21495"
,
 
PairwiseSequenceAlignerType
.
GLOBAL
);

```

Para un Alineamiento Local
```
align
(
"Q21691"
,
 
"Q21495"
,
 
PairwiseSequenceAlignerType
.
LOCAL
);

```

Además de estos dos algoritmos, existe una implementación del algoritmo de Guan-Uberbacher que lleva a cabo una alineación global de secuencias de manera muy eficiente ya que sólo utiliza la memoria lineal.
Para alineamiento de secuencia múltiples, cualquiera de los métodos discutidos anteriormente pueden utilizarse para llevar a cabo progresivamente una alineación de secuencias múltiples.

### Módulo ModFinder
El módulo ModFinder ofrece nuevos métodos para identificar y clasificar las modificaciones de proteínas en estructuras 3D de proteínas. Se recogieron y curaron más de 400 diferentes tipos de modificaciones de proteínas como la fosforilación, glicosilación, enlaces disulfuro, quelación de metales, etc., basadas en anotaciones en PSI-MOD, RESID y RCSB PDB. El módulo también proporciona una API para la detección de modificaciones de proteínas dentro de las estructuras de las proteínas.
Ejemplo: identificar e imprimir todas las modificaciones precargados de una estructura
```
Set
<
ModifiedCompound
>
 
identifyAllModfications
(
Structure
 
struc
)
 
{

    
ProteinModificationIdentifier
 
parser
 
=
 

        
new
 
ProteinModificationIdentifier
();

    
parser
.
identify
(
struc
);

    
Set
<
ModifiedCompound
>
 
mcs
 
=
 

        
parser
.
getIdentifiedModifiedCompound
();

    
return
 
mcs
;

}

```

Ejemplo: identificar sitios de fosforilación en una estructura
```
List
<
ResidueNumber
>
 
identifyPhosphosites
(
Structure
 
struc
)
 
{

    
List
<
ResidueNumber
>
 
phosphosites
 
=
 
new
 
ArrayList
<
ResidueNumber
>
();

    
ProteinModificationIdentifier
 
parser
 
=
 

        
new
 
ProteinModificationIdentifier
();

    
parser
.
identify
(
struc
,
 

        
ProteinModificationRegistry
.
getByKeyword
(
"phosphoprotein"
));

    
Set
<
ModifiedCompound
>
 
mcs
 
=
 
parser
.
getIdentifiedModifiedCompound
();

    
for
 
(
ModifiedCompound
 
mc
 
:
 
mcs
)
 
{

        
Set
<
StructureGroup
>
 
groups
 
=
 
mc
.
getGroups
(
true
);

        
for
 
(
StructureGroup
 
group
 
:
 
groups
)
 
{

            
phosphosites
.
add
(
group
.
getPDBResidueNumber
());

        
}

    
}

    
return
 
phosphosites
;

}

```

Código de demostración para ejecutar los métodos anteriores
```
import
 
org.biojava.bio.structure.ResidueNumber
;

import
 
org.biojava.bio.structure.Structure
;

import
 
org.biojava.bio.structure.io.PDBFileReader
;

import
 
org.biojava3.protmod.structure.ProteinModificationIdentifier
;

 

public
 
static
 
void
 
main
(
String
[]
 
args
)
 
{

    
try
 
{

        
PDBFileReader
 
reader
 
=
 
new
 
PDBFileReader
();

        
reader
.
setAutoFetch
(
true
);

 

        
// identify all modifications from PDB:1CAD and print them

        
String
 
pdbId
 
=
 
"1CAD"
;

        
Structure
 
struc
 
=
 
reader
.
getStructureById
(
pdbId
);

        
Set
<
ModifiedCompound
>
 
mcs
 
=
 
identifyAllModfications
(
struc
);

        
for
 
(
ModifiedCompound
 
mc
 
:
 
mcs
)
 
{

            
System
.
out
.
println
(
mc
.
toString
());

        
}

 

        
// identify all phosphosites from PDB:3MVJ and print them

        
pdbId
 
=
 
"3MVJ"
;

        
struc
 
=
 
reader
.
getStructureById
(
pdbId
);

        
List
<
ResidueNumber
>
 
psites
 
=
 
identifyPhosphosites
(
struc
);

        
for
 
(
ResidueNumber
 
psite
 
:
 
psites
)
 
{

            
System
.
out
.
println
(
psite
.
toString
());

        
}

    
}
 
catch
(
Exception
 
e
)
 
{

        
e
.
printStackTrace
();

    
}

}

```

Hay planes para incluir las modificaciones adicionales a las proteínas mediante la integración de otros recursos como UniProt

### Módulo Propiedades de Aminoácidos
Este módulo trata de proporcionar las propiedades físico-químicas precisas de las proteínas. Las propiedades que pueden ser calculadas usando este módulo son los siguientes:
- Masa molecular
- Coeficiente de extinción
- Índice de Inestabilidad
- Índice alifáticos
- Gran media de hidropatıa
- Punto isoeléctrico
- Composición de aminoácidos

Los pesos moleculares precisos para los aminoácidos comunes marcados isotópicamente se incluyen en este módulo. También existe flexibilidad para definir nuevas moléculas de aminoácidos con sus pesos moleculares utilizando archivos de configuración sencilla XML. Esto puede ser útil donde la masa exacta es de gran importancia, tales como experimentos de espectrometría de masas.

### Módulo de Desorden en la Proteína
El objetivo de este módulo es proporcionar a los usuarios maneras de encontrar desorden en las moléculas de proteína. BioJava incluye una implementación de Java del predictor RONN (http://bioinformatics.oxfordjournals.org/content/21/16/3369.full). La versión de BioJava (3.0.5) hace uso de la ayuda de Java para multithreading para mejorar el rendimiento hasta en 3,2 veces, en una máquina moderna de cuatro núcleos, en comparación con la implementación del legado C.
Hay dos maneras de utilizar este módulo:
- El uso de las llamadas a funciones de biblioteca
- El uso de la línea de comandos

Hacer llamadas a funciones de biblioteca
Los siguientes ejemplos muestran cómo utilizar el módulo y hacer llamadas de función para obtener información acerca de los desórdenes de proteínas. En los dos primeros ejemplos se llama a una función de la biblioteca para calcular la probabilidad de desorden para cada residuo de la secuencia proporcionada.
El tercer y cuarto ejemplo demuestran la facilidad con que se pueden obtener las regiones desordenadas de la proteína.
Ejemplo 1: Calcular la probabilidad de desorden para cada residuo en la secuencia
```
 

FastaSequence
 
fsequence
 
=
 
new
 
FastaSequence
(
"name"
,
 
"LLRGRHLMNGTMIMRPWNFLNDHHFPKFFPHLIEQQAIWLADWWRKKHC"
 
+

                
"RPLPTRAPTMDQWDHFALIQKHWTANLWFLTFPFNDKWGWIWFLKDWTPGSADQAQRACTWFFCHGHDTN"
);

float
[]
    
rawProbabilityScores
 
=
 
Jronn
.
getDisorderScores
(
fsequence
);

```

Ejemplo 2: Calcular la probabilidad de desorden para cada residuo en la secuencia para todas las proteínas del archivo de entrada FASTA
```
 

final
 
List
<
FastaSequence
>
 
sequences
 
=
 
SequenceUtil
.
readFasta
(
new
 
FileInputStream
(
"src/test/resources/fasta.in"
));

Map
<
FastaSequence
,
 
float
[]>
 
rawProbabilityScores
 
=
 
Jronn
.
getDisorderScores
(
sequences
);

```

Ejemplo 3: Obtener las regiones desordenada de la proteína para una sola secuencia de la proteína
```
FastaSequence
 
fsequence
 
=
 
new
 
FastaSequence
(
"Prot1"
,
 
"LLRGRHLMNGTMIMRPWNFLNDHHFPKFFPHLIEQQAIWLADWWRKKHC"
 
+

                
"RPLPTRAPTMDQWDHFALIQKHWTANLWFLTFPFNDKWGWIWFLKDWTPGSADQAQRACTWFFCHGHDTN"
 
+

                
"CQIIFEGRNAPERADPMWTGGLNKHIIARGHFFQSNKFHFLERKFCEMAEIERPNFTCRTLDCQKFPWDDP"
);

Range
[]
 
ranges
 
=
 
Jronn
.
getDisorder
(
fsequence
);

```

Ejemplo 4: Calcular las regiones desordenadas para las proteínas de archivo FASTA
```
 

final
 
List
<
FastaSequence
>
 
sequences
 
=
 
SequenceUtil
.
readFasta
(
new
 
FileInputStream
(
"src/test/resources/fasta.in"
));

Map
<
FastaSequence
,
 
Range
[]>
 
ranges
 
=
 
Jronn
.
getDisorder
(
sequences
);

```

El uso de la línea de comandos
BioJava módulo biojava3-protein-disorder se puede compilar en un solo archivo JAR ejecutable y ejecutar mediante el comando siguiente.
```
java -jar <jar_file_name>
```

Opciones admitidas por el ejecutable de línea de comandos
```
JRONN version 3.1b usage 1 August 2011:
java -jar JRONN_JAR_NAME -i=inputfile <OPTIONS>

Where -i=input file 
        Input file can contain one or more FASTA formatted sequences.

All OPTIONS are optional

OPTION DETAILED DESCRIPTION:
        -o full path to the output file, if not specified 
        standard out is used

        -d the value of disorder, defaults to 0.5

        -f output format, V for vertical, where the letters 
        of the sequence and corresponding disorder values are 
        output in two column layout. H for horizontal, where the
        disorder values are provided under the letters of the 
        sequence. Letters and values separated by tabulation in
        this case. Defaults to V.

        -s the file name to write execution statistics to.

        -n the number of threads to use. Defaults to the number of 
        cores available on the computer. n=1 mean sequential 
        processing. Valid values are 1 < n < (2 x num_of_cores)
        Default value will give the best performance.
```

Ejemplos
Predecir los valores de desorden para las secuencias desde un archivo de entrada /home/input.fasta a una salida estándar de resultados. Utiliza un valor predeterminado de desorden y también utilizar todas las CPU disponibles en el equipo.
```
java -jar JRONN.JAR -i=/home/input.fasta
```

Predecir los valores de desorden para las secuencias desde una archivo de entrada /home/input.fasta los resultados en disposición horizontal a /home/jronn.out, recopilan estadísticas de ejecución al archivo /home/jronn.stat.txt y limitan el número de threads a dos.
```
java -jar JRONN.JAR -i=/home/input.fasta -o=/home/jronn.out -d=0.6 -n=2 -f=H
```

Los argumentos se pueden proporcionar en cualquier orden.

### Módulo de acceso a servicio Web
De acuerdo con las tendencias actuales en la bioinformática, herramientas basadas en web están ganando popularidad. El módulo de servicio web permite a los servicios de bioinformática para acceder a través de protocolos REST. Actualmente, dos servicios se implementan:. NCBI Blast a través de la Blast URLAPI (anteriormente conocido como QBlast) y el servicio de HMMER web.

## Las comparaciones con otras alternativas
La necesidad de software a medida en el campo de la bioinformática ha sido abordado por varios grupos e individuos. Existen proyectos similares a BioJava, los proyectos de código abierto como BioPerl, BioPython y BioRuby todos proporcionan kits de herramientas con múltiples funcionalidades que hacen que sea más fácil para crear pipelines o análisis personalizados.
Como el nombre sugiere, los proyectos mencionados anteriormente utilizan diferentes lenguajes de programación. Todas estas APIs ofrecen herramientas similares, por lo tanto, ¿Qué criterios se deberían tener en cuenta en la elección?. Para los programadores con experiencia en sólo uno de estos idiomas, la elección es sencilla. 
En general, para los programas pequeños (<500 líneas) que serán utilizadas únicamente por un pequeño grupo o de forma individual, es difícil de superar a Perl y a BioPerl. Estas restricciones, probablemente, cubren las necesidades de 90 por ciento de los requisitos de programación .
Para los principiantes, y para escribir programas más grandes en el dominio Bio, especialmente aquellos para ser compartido y apoyado por otros, la claridad y la brevedad de Python lo hacen muy atractivo.
Para aquellos que pudieran estar inclinado hacia una carrera en la bioinformática y que quieren aprender un solo idioma, Java cuenta con el apoyo de programación general más amplia, muy buen apoyo en el dominio Bio con BioJava, y ahora es el idioma de facto del negocio.
Aparte de estos Bio* proyectos hay otro proyecto llamado Strap que utiliza Java y apunta a objetivos similares. La caja de herramientas Strap, similar a BioJava es también un conjunto de herramientas Java para el diseño de programas de bioinformática y scripts. Las similitudes y diferencias entre BioJava y STRAP son los siguientes:
Similitudes
- Ambos proporcionan colecciones completas de los métodos de secuencias de proteínas.
- Ambos son utilizados por los programadores de Java para la codificación de algoritmos de Bioinformática.
- Ambas separan las implementaciones y definiciones mediante el uso de interfaces de Java.
- Ambos son proyectos de código abierto.
- Ambos pueden leer y escribir muchos formatos de archivo de secuencia.

Diferencias
- BioJava es aplicable a secuencias de nucleótidos y de péptidos y se puede aplicar para los genomas enteros. STRAP no le puede hacer frente a las secuencias individuales tan largas como un cromosoma entero. STRAP manipula secuencias de péptidos y estructuras 3D del tamaño de las proteínas individuales. Sin embargo, se puede mantener un alto número de secuencias y estructuras en la memoria. STRAP está diseñado para las secuencias de proteínas, pero puede leer archivos de nucleótidos que codifican, que luego se traducen a secuencias péptido.
- STRAP es muy rápido ya que la interfaz gráfica de usuario debe ser muy sensible. BioJava se utiliza donde la velocidad es menos crítica.
- BioJava está bien diseñado en términos de seguridad de tipos, la ontología y el diseño de objetos.
- BioJava utiliza objetos de secuencias, anotaciones y posiciones de la secuencia. Incluso los aminoácidos o ácidos nucleótidos individuales son referencias a objetos. Para mejorar la velocidad, STRAP evita instancias de objeto frecuentes y la invocación de objetos-métodos no finales.
  - En BioJava las secuencias de péptidos y las secuencias de nucleótidos son listas de símbolos. Los símbolos se pueden recuperar uno después del otro con un iterador o se pueden obtener subsecuencia. Las ventajas son que toda la secuencia no reside necesariamente en la memoria y que los programas son menos susceptibles a los errores de programación. Objetos de símbolos son elementos inmutables de un alfabeto. Sin embargo en STRAP las matrices de bytes simples se utilizan para las secuencias y las matrices de flotantes para las coordenadas. Además de la velocidad, el bajo consumo de memoria es una ventaja importante de los tipos de datos básicos. Las clases en STRAP exponen los datos internos. Por lo tanto, los programadores pueden cometer errores de programación, como la manipulación de matrices de bytes directamente en lugar de utilizar los métodos setter. Otra desventaja es que en STRAP no se realizan controles si los caracteres en las secuencias son válidas con respecto a un alfabeto subyacente.
  - En BioJava las posiciones de secuencia se realizan por la clase Location. Los discontinuos objetos de Location se componen de varios objetos contiguos RangeLocation u objetos PointLocation. Sin embargo para la clase StrapProtein, las posiciones de los residuos se indican mediante números enteros entre 0 y countResidues () - 1. Múltiples posiciones están dadas por matrices booleanas. Si el índice determinado es verdadero, será seleccionado.
- BioJava lanza excepciones cuando los métodos se invocan con parámetros no válidos. STRAP evita el tiempo de creación de objetos Throwable. En lugar de ello, los errores en los métodos se indican mediante los valores de retorno NaN, -1 o nulos. Desde el punto de diseño del programa, sin embargo los objetos Throwable son más bonitas.
- En BioJava un objeto de secuencia es o bien una secuencia de péptido o una secuencia de nucleótidos. A StrapProtein puede contener ambos al mismo tiempo si una secuencia de nucleótidos de codificación se leyó y se traduce en proteína. Ambos, la secuencia de nucleótidos y la secuencia de péptidos están contenidas en el mismo objeto StrapProtein. La codificación o regiones no codificantes se pueden cambiar y la secuencia del péptido altera en consecuencia.

## Proyectos usando BioJava
- Metabolic Pathway Builder:Software dedicada a la exploración de las conexiones entre los genes, las proteínas, las reacciones y las vías metabólicas.
- DengueInfo:  Un portal de información sobre el genoma del dengue que utiliza BioJava en el middleware y habla con una base de datos BioSQL.
- Dazzle (enlace roto disponible en Internet Archive; véase el historial, la primera versión y la última).: Un servidor DAS basado BioJava.
- BioSense Archivado el 1 de octubre de 2011 en Wayback Machine.: Plugin para la suite InforSense, una plataforma de software de análisis por IDBS que unifica BioJava.
- Bioclipse: Código abierto, banco de trabajo para la quimio y la bioinformática con potentes capacidades de edición y visualización de moléculas, secuencias, proteínas,  espectros etc.
- PROMPT Archivado el 18 de junio de 2008 en Wayback Machine.: Aplicación de código abierto para la comparación y la cartografía de los conjuntos de proteínas. Utiliza BioJava para el manejo de la mayoría de los formatos de datos de entrada.
- Cytoscape: Una plataforma de software de bioinformática de código abierto para la visualización de las redes de interacción molecular.
- BioWeka: Una aplicación de minería de datos biológicos de código abierto.
- Geneious: Un juego de herramientas de la biología molecular.
- MassSieve: una aplicación de código abierto para el análisis de masas de datos proteómica spec.
- Strap: Una herramienta para la alineación de secuencias múltiples y estructura de alineación basada en la secuencia
- Jstacs: Un marco de Java para el análisis estadístico y clasificación de secuencias biológicas.
- jLSTM "Long Short Term-memory" para la clasificación de proteínas.
- LaJolla Alineación estructural de ARN y proteínas utilizando una estructura de índice para una alineación rápida de miles de estructuras. Incluyendo un fácil de usar interfaz de línea de comandos. El código abierto en Sourceforge.
- GenBeans: Una plataforma de cliente enriquecido de la bioinformática se centraron principalmente en la biología molecular y análisis de la secuencia.
- Equant Archivado el 8 de diciembre de 2015 en Wayback Machine.: Un servidor de evaluación de la calidad del modelo para indicar la fiabilidad de estructuras de proteínas.